# Paul Shaffer
Paul Allen Wood Shaffer (Thunder Bay, 28 novembre 1949) è un tastierista, compositore, personaggio televisivo e comico canadese naturalizzato statunitense noto per essere stato membro dei The Blues Brothers.

## Biografia
Nato in Canada, Shaffer fu uno dei primi componenti del cast del Saturday Night Live, e spalla nonché conduttore musicale del David Letterman Show.
Dal 1990 è sposato con Cathy Vasapoli da cui ha avuto due figli: Victoria Lily (1993) e William (1999).

### La carriera musicale
Shaffer cominciò la sua carriera musicale nel 1972 come direttore musicale di Godspell, uno show di Broadway. Lo spettacolo vedeva come interpreti Victor Garber, Gilda Radner, Martin Short, Eugene Levy, Dave Thomas e Andrea Martin. Nel 1974 suonò il pianoforte nello spettacolo The Magic Show, sempre a Broadway, e dal 1975 al 1980 fu il direttore musicale del popolare programma televisivo della NBC Saturday Night Live, con una breve interruzione nel 1977. Sebbene Shaffer suonasse il piano e guidasse le azioni della band, fu Howard Shore ad essere accreditato ufficialmente come direttore musicale del SNL tra il 1975 e il 1980. Shaffer in seguito apparve regolarmente nelle scenette comiche dello show. Shaffer occasionalmente lavorò accanto ad alcuni membri del cast anche al di fuori del SNL: fu direttore musicale per John Belushi e Dan Aykroyd ogni volta che registravano o si esibivano come The Blues Brothers. Lo stesso Shaffer apparve in Blues Brothers: Il mito continua film del 1998; era previsto che partecipasse al film originale The Blues Brothers nel 1980, ma all'epoca era impegnato con Gilda Live!, uno show di Broadway.
Dal 1982, Shaffer è stato direttore musicale del talk show di David Letterman e leader della "Band Più Calda Del Mondo" del Late Night with David Letterman (1982–1993) sulla NBC, di cui ha anche composto la sigla, e direttore della CBS Orchestra per il Late Show with David Letterman (1993–2015) sulla CBS. Letterman sostenne che il passaggio alla CBS fu a causa della decisione della NBC di "licenziare Paul per aver rubato un gessetto" o per altre facezie. Shaffer ha inoltre condotto lo show alcune volte quando Letterman non era disponibile.
Shaffer è direttore musicale e produttore della cerimonia di ammissione alla Rock and Roll Hall of Fame dal 1986 e ricoprì lo stesso ruolo nella cerimonia di chiusura dei Giochi Olimpici del 1996; è stato direttore musicale anche di Fats Domino and Friends, uno special via cavo, con Ray Charles, Jerry Lee Lewis e Ron Wood.
Shaffer ha pubblicato due album solisti, Coast to Coast del 1989 (che ebbe una nomination ai Grammy) e The World's Most Dangerous Party del 1993. Tra gli artisti con cui ha registrato, da citare: Donald Fagen, Grand Funk Railroad, Diana Ross, B.B. King, Cyndi Lauper, Carl Perkins, Yōko Ono, Blues Traveler, Cher, Chicago, Robert Burns, George Clinton, Bootsy Collins, Robert Plant, Scandal, Warren Zevon, il trombettista jazz Lew Soloff, il sassofonista jazz Lou Marini e la leggenda bluegrass Earl Scruggs. Ha scritto e prodotto, insieme a Paul Jabara, la canzone It's Raining Men per le Weather Girls, numero due dei singoli in Inghilterra nel 1984 e numero uno nel Regno Unito nel remake del 2001 di Geri Halliwell.
Dal 2018 contribuisce ad inserire le musiche all'interno del programma Non c'è bisogno di presentazioni di nuovo al fianco di David Letterman.

## Discografia
- Coast to coast 1989
- The world's most dangerous party 1993

## Filmografia parziale

### Attore

#### Cinema
- Blues Brothers: Il mito continua (Blues Brothers 2000), regia di John Landis (1998)

#### Televisione
- How I Met Your Mother - serie TV, ep.8x15 (2013)
- A Very Murray Christmas - film TV (2015)

### Doppiatore

#### Cinema
- Hercules, regia di Ron Clements e John Musker (1997)

#### Televisione
- House of Mouse - Il Topoclub – 1 episodio (2002)

## Doppiatori italiani
Nelle versioni in italiano dei suoi lavori, Paul Shaffer è stato doppiato da:
- Mino Caprio in Blues Brothers - Il mito continua
- Mario Brusa in Law & Order: Criminal Intent
- Riccardo Peroni in How I Met Your Mother
- Nicola Braile in Schitt's Creek

Da doppiatore è sostituito da:
- Christian Iansante in Hercules